# Macronemurus euanthe
Macronemurus euanthe is een insect uit de familie van de mierenleeuwen (Myrmeleontidae), die tot de orde netvleugeligen (Neuroptera) behoort. 
Macronemurus euanthe is voor het eerst wetenschappelijk beschreven door Banks in 1911.